# Мария (фильм, 2024)
«Мария» (англ. Maria) — художественный фильм режиссёра Пабло Ларраина совместного производства Германии, США, ОАЭ и Италии о певице Марии Каллас. Главную роль в картине сыграла Анджелина Джоли. Премьера состоялась 29 августа 2024 года на 81-м Венецианском кинофестивале.

## Сюжет
Фильм рассказывет о жизни оперной певицы Марии Каллас в 1970-х годах в Париже, на закате карьеры.

## В ролях
- Анджелина Джоли — Мария Каллас
- Валерия Голино — Якинти Каллас
- Халук Бильгинер — Аристотель Онассис
- Альба Рорвахер — Бруна Луполи
- Пьерфранческо Фавино — Ферруччо Медзадри
- Коди Смит-Макфи — Мандракс

## Создание и оценки

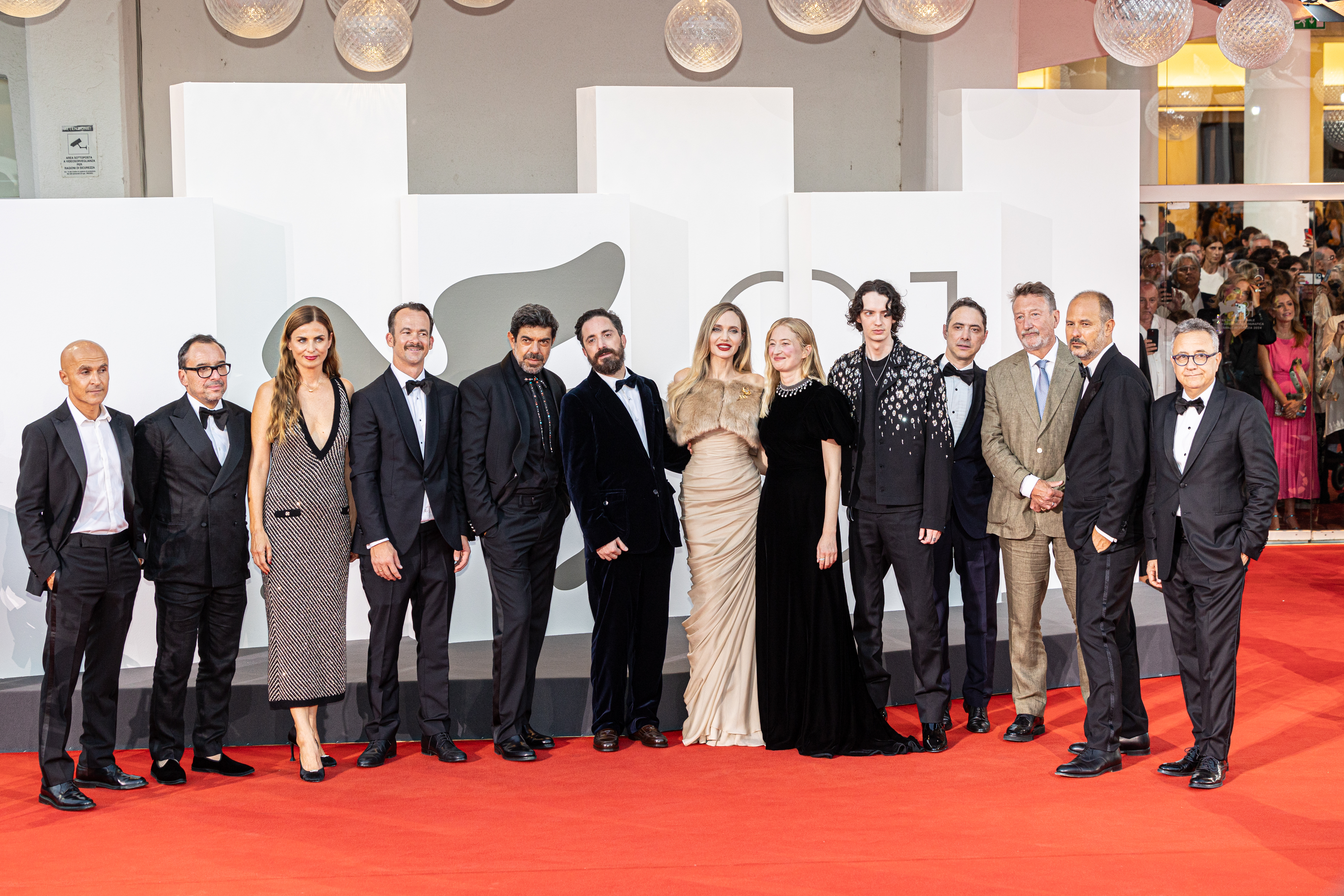
Команда фильма на 81-м Венецианском кинофестивале

Съёмки картины начались в октябре — декабре 2023 года в Будапеште. Этому не помешала забастовка актёров, так как производством занимались независимые студии. Сценарий фильма написал Стивен Найт, главную роль получила Анджелина Джоли. Пабло Ларраин рассказал прессе, что будет счастлив в очередном фильме «объединить две своих главных страсти — кино и оперу».
Премьера фильма состоялась 29 августа 2024 года на 81-м Венецианском кинофестивале, в рамках основной программы. Критики оценили картину не слишком высоко. Дарья Тарасова написала в своей рецензии, что Анджелина Джоли переигрывает, «но совсем не раздражает — даже наоборот». Тамара Ходова охарактеризовала «Марию» как «„Маэстро“ этого года. Всё чинно, благородно, очень красиво, как и подобает Ларраину, но, к сожалению, не совсем понятно зачем». Для Андрея Плахова это самая слабая часть трилогии Ларраина о выдающихся женщинах: «трагизма… передать не удалось, уйти от штампов байопика — тоже».